# Manifesto 2000
O Manifesto 2000 por uma Cultura de Paz e Não-Violência foi escrito por um grupo de vencedores do Prêmio Nobel da Paz com o objetivo de criar um senso de responsabilidade pessoal em relação à humanidade. Foi lançado em Paris no dia 4 de março de 1999 e aberto para assinaturas do público geral em todo o mundo.

## O Manifesto
Está pautado em seis pontos:
1. Respeitar a vida;
2. Rejeitar a violência;
3. Ser Generoso;
4. Ouvir para compreender;
5. Preservar o planeta;
6. Redescobrir a solidariedade.

## Resultados
Em torno de 76 milhões de pessoas em todo o mundo assinaram o manifesto.